# Guru Amar Das
Pour les articles homonymes, voir Amar et Das.
Guru Amar Das (1479-1574) est le troisième des dix Gurus du sikhisme.
Son nom signifie « Serviteur (das) de l'Éternel (amar) ».

## Biographie
Guru Amar Das est né au Punjab actuel dans le district d'Amritsar. Ce n’est qu’à 62 ans qu’il rencontre Guru Angad, à Khadur, et le prend comme maître spirituel. Il le sert humblement et lui succède en 1552 comme troisième Guru. Guru Amar Das s’établit alors avec sa famille et ses disciples à Goindwal.
Guru Amar Das structura le système « ecclésiastique ». Il créa vingt-deux manjis (communautés locales, sortes de diocèses) dont plusieurs gouvernées par des femmes. Il accorda une importance particulière à l'égalité de tous au sein de la société indienne et de la jeune communauté Sikh, s'intéressant particulièrement au statut social des femmes. Ainsi, il combattit la coutume musulmane du purdah (confinement à la maison) et la coutume hindoue du sati qui voulait qu’une femme se sacrifie sur le bûcher funéraire de son mari. 
De plus, le troisième guru établit des rites simple pour le mariage et les funérailles. 
Sa fille épouse un jeune disciple du nom de Jetha, qui deviendra plus tard Guru Ram Das, son successeur, peu avant sa mort en 1574.